# DIMM
Dual Inline Memory Module ili DIMM (dvostruki linijski modul za memoriju) ime je za vrstu RAM modula koja je zamijenila SIMM module u kasnim 1990-tim godina, i trenutačno (2022.) predstavlja dominatnu tehnologiju odnosno format za memorijske module.

## Povijest razvoja
DIMM nije jedinstveni standard i postoje razne inačice koje imaju različiti broj iglica te mjesto gdje se nalaze urezi na samim modulima, i u mnogočemu nisu međusobno kompatibile jer rabe različite napone, a signalne iglice su u mnogočemu različite. Najrašireniji stadard jesu DDR memorijski moduli. Do sada (2022.) postoje pet inačica:
- DDR
- DDR2
- DDR3
- DDR4
- DDR5

## Način rada

### Arhitektura

#### Pristup memoriji
DIMMovi obično imaju devet DRAM memorijskih integriranih krugova, a rad DIMM sklopa i njegovo povezivanje s memorijskim upravljačom ovisit će o organizaciji memorijskih stanica na integriranom kolu koji dolazi u izvedbama od 4-bita ili 8-bita. U slučaju gdje se rabe integirani krugovi od 4-bita, širina podataka je ograničena na 36-bita, dok DIMMovi koji rabe IK od 8-bita imaju podatkovnu širinu od 72-bita. Pošto memorijski upravljači na matičnim pločama obično rabe 72-bitnu adresnu liniju, kod DIMM-ova s 36-bita memorijski upravljač mora pristupiti s obje strane memorijske module i takve module nazivaju se jednorangiranima (eng.: single-ranked), dok DIMM-ove s 72-bita memorijski upravljač pristupa memoriji s jedne strane prilikom svakog pristupa i takve module nazivaju se dvojnorangirane (eng.: dual-ranked).

### Izvedbe
Do sada (2014.) DIMM je moguće pronaći u sljedećim izvedbama:
- 72-iglični SO-DIMM (ne smije se miješati s 72-igličnim SIMM), rabi se za FPM DRAM i EDO DRAM
- 100-iglični DIMM, rabi se u pisačima za SDRAM
- 144-iglični SO-DIMM, rabi se za SDR SDRAM
- 168-iglični DIMM, rabi se za SDR SDRAM (rabi se ali ne tako često za FPM/EDO DRAM u radnim stanicama ili poslužiteljima, napajanje 3.3V ili 5 V)
- 172-iglični MicroDIMM, rabi se za DDR SDRAM
- 184-iglični DIMM, rabi se za DDR SDRAM
- 200-iglični SO-DIMM, rabi se za DDR SDRAM i DDR2 SDRAM
- 204-iglični SO-DIMM, rabi se za DDR3 SDRAM
- 214-iglični MicroDIMM, rabi se za DDR2 SDRAM
- 240-iglični DIMM, rabi se za DDR2 SDRAM, DDR3 SDRAM i FB-DIMM DRAM
- 244-iglični MiniDIMM, rabi se za DDR2 SDRAM
- 260-iglični SO-DIMM, rabi se za DDR4 SDRAM
- 288-iglični DIMM, rabi se za DDR4 SDRAM

### Usporedbe
| Izvedba   | Modula    | Takt za memoriju | Takt U/I sabirnice | Prijenos  | Napon |
| --------- | --------- | ---------------- | ------------------ | --------- | ----- |
| DDR-200   | PC-1600   | 100 MHz          | 100 MHz            | 200 MT/s  | 2.5 V |
| DDR-266   | PC-2100   | 133 MHz          | 133 MHz            | 266 MT/s  | 2.5 V |
| DDR-333   | PC-2700   | 166 MHz          | 166 MHz            | 333 MT/s  | 2.5 V |
| DDR-400   | PC-3200   | 200 MHz          | 200 MHz            | 400 MT/s  | 2.5 V |
| DDR2-400  | PC2-3200  | 100 MHz          | 200 MHz            | 400 MT/s  | 1.8 V |
| DDR2-533  | PC2-4200  | 133 MHz          | 266 MHz            | 533 MT/s  | 1.8 V |
| DDR2-667  | PC2-5300  | 166 MHz          | 333 MHz            | 667 MT/s  | 1.8 V |
| DDR2-800  | PC2-6400  | 200 MHz          | 400 MHz            | 800 MT/s  | 1.8 V |
| DDR2-1066 | PC2-8500  | 266 MHz          | 533 MHz            | 1066 MT/s | 1.8 V |
| DDR3-800  | PC3-6400  | 100 MHz          | 400 MHz            | 800 MT/s  | 1.5 V |
| DDR3-1066 | PC3-8500  | 133 MHz          | 533 MHz            | 1066 MT/s | 1.5 V |
| DDR3-1333 | PC3-10600 | 166 MHz          | 667 MHz            | 1333 MT/s | 1.5 V |
| DDR3-1600 | PC3-12800 | 200 MHz          | 800 MHz            | 1600 MT/s | 1.5 V |
| DDR3-1866 | PC3-14900 | 233 MHz          | 933 MHz            | 1866 MT/s | 1.5 V |
| DDR3-2133 | PC3-17000 | 266 MHz          | 1066 MHz           | 2133 MT/s | 1.5 V |
| DDR3-2400 | PC3-19200 | 300 MHz          | 1200 MHz           | 2400 MT/s | 1.5 V |
| DDR4-1600 | PC4-12800 | 200 MHz          | 800 MHz            | 1600 MT/s | 1.2 V |
| DDR4-1866 | PC4-14900 | 233 MHz          | 933 MHz            | 1866 MT/s | 1.2 V |
| DDR4-2133 | PC4-17000 | 266 MHz          | 1066 MHz           | 2133 MT/s | 1.2 V |
| DDR4-2400 | PC4-19200 | 300 MHz          | 1200 MHz           | 2400 MT/s | 1.2 V |
| DDR4-2666 | PC4-21300 | 333 MHz          | 1333 MHz           | 2666 MT/s | 1.2 V |
| DDR4-3200 | PC4-25600 | 400 MHz          | 1600 MHz           | 3200 MT/s | 1.2 V |